# Den långa vägen
Den långa vägen är en svensk dramafilm från 1947 i regi av Torsten Bergström. Filmen handlar om svenska kvinnors kamp för rätt och rättvisa. 
Filmen premiärvisades 3 januari 1947 i Stockholm. Den spelades in vid Filmoateljén i Stockholm av Elner Åkesson. Filmen tillkom med stöd av LO och Fredrika-Bremer-Förbundet och var avsedd som ett debattinlägg i kvinnosaksfrågan och kvinnans rätt till prästämbetet.

## Rollista i urval
- Gerda Lundequist - Farmor
- Mimi Pollak - Fredrika Bremer
- Olga Appellöf - Esselde (Sophie Leijonhufvud Adlersparre)
- Naima Wifstrand - Hedvig Charlotta Nordenflycht
- Sif Ruud - Kata Dalström
- Anna Flygare-Stenhammar - Ellen Key
- Gurli Bergström - ringarens hustru
- Linnéa Hillberg - prästänka på 1600-talet
- Agda Helin - Fredrika Limnell
- Ebba Wrede - Ellen Friis
- Eva Stiberg - värdshuspiga
- Georg Skarstedt - dräng i nutid
- Erik Rosén - direktör i nutid
- Carl Hagman - hans assistent
- Torsten Lilliecrona - farmors barnbarn